# 本間颯
本間 颯（ほんま はやて、2004年9月15日 - ）は、日本の陸上競技選手。北海道士別市出身。中央大学経済学部在学中。

## 経歴
中学校は士別市立士別中学校、高校は埼玉栄高等学校出身。

### 大学時代

#### 大学1年次
2023年11月5日に行われた第55回全日本大学駅伝で三大駅伝デビューを飾る。5区を区間5位で走り、中央大学の3年連続のシード権獲得に貢献した。1月の第100回箱根駅伝を走ることはできなかった。

#### 大学2年次
2024年10月19日に行われた第101回箱根駅伝予選会には出場できなかったが、チームは6位で8年連続98回目の出場を決めた。11月3日の第56回全日本大学駅伝では3区を走り区間6位だったが、チームは12位に終わり4年ぶりにシード権を失った。11月23日のMARCH対抗戦で10000m、12月1日のTHE DISTANCE GAMESでハーフマラソンの自己ベストを立て続けに更新した。
2025年1月に開催された第101回箱根駅伝では3区を出走。トップで襷を受けると区間賞の走りで後続との差を広げた。中央大学は往路2位・総合5位で2年ぶりにシード権を獲得した。

## 戦績・記録

### 大学三大駅伝戦績
| 学年               | 出雲駅伝                 | 全日本大学駅伝              | 箱根駅伝                         |
| ------------------ | ------------------------ | --------------------------- | -------------------------------- |
| 1年生 （2023年度） | 第35回 ー － ー 出走なし | 第55回 5区-区間5位 36分38秒 | 第100回 ー － ー 出走なし        |
| 2年生 （2024年度） | 第36回 不出場            | 第56回 3区-区間6位 34分31秒 | 第101回 3区-区間賞 1時間00分16秒 |

## 自己ベスト
- 1500m - 3分52秒60（2022年5月29日：第211回東海大学長距離競技会）
- 3000m - 7分58秒64（2024年7月27日：Summer Night Run Festival in CHUO）
- 3000m障害 - 9分08秒27（2022年6月20日：秩父宮賜杯第75回全国高等学校陸上競技対校選手権大会北関東予選会）
- 5000m - 13分32秒77（2025年5月4日：第36回ゴールデンゲームズinのべおか）
- 10000m - 27分46秒60（2024年11月23日：MARCH対抗戦2024）
- ハーフマラソン - 1時間02分45秒（2024年12月1日：THE DISTANCE GAMES）